# Bilejique
Bilejique (em turco: Bilecik) é uma cidade e distrito (ilçe) da província homónima, da qual é capital. Faz parte da Região de Mármara da Turquia. O distrito tem 840 km² de área e em 2021 tinha 74 457 habitantes (densidade: 88,6 hab./km². Em 2012 tinha 66 887 habitantes, dos quais 51 260 moravam na cidade.
No passado chamou-se Agrílio (Agrilion), Agrilo (Agrillum), Belócema (em grego: Βηλόχωμα; romaniz.: Belókema), Beloceme, Belicoma, e por último Bilejik ou Biledjik.